# Массовые беспорядки во Франции (2023)
Массовые беспорядки во Франции в 2023 году — серия массовых беспорядков в ряде городов Франции из-за убийства 17-летнего подростка арабского происхождения, мигранта из Африки. Столкновения с полицией стали самыми масштабными во Франции после беспорядков 2005 года.

## Предыстория
27 июня 2023 года в пригороде Парижа Нантере был застрелен 17-летний подросток Наэль Мерзук (араб по происхождению). Полиция остановила машину Наэля (арендованный жёлтый Mercedes-AMG) за нарушение правил дорожного движения. По одной из версий, полицейский выстрелил в подростка, потому что тот наехал на него на своей машине, однако эта версия событий была быстро опровергнута распространяющимся видео в социальных сетях. Вторая версия говорит о том, что 17-летний водитель просто не имел разрешения на управление легковым автомобилем и попытался скрыться от французских полицейских, которыми он был остановлен, а затем и ранен.
Было начато два расследования: одно — об отказе подчиниться и покушении на умышленное убийство полицейского чиновника, другое — об умышленном убийстве подростка без документов. Фигурантом последнего дела стал 38-летний полицейский, которого быстро заключили под арест.

## Развитие ситуации

### Французская метрополия
Видео стрельбы в подростка, распространившееся в социальных сетях, привело к вспышке насилия вечером 27 июня в Нантере, а также в нескольких других городах региона Иль-де-Франс. Беспорядки продолжились вечером 28 июня и усилились в ночь на 30 июня. Полиция объявила о 421 арестах в ночь на 30 июня, большинство задержанных — это подростки от 14 до 18 лет из семей выходцев из стран Северной Африки. В Нантере протестующие подожгли автомобили, забаррикадировали улицы и забросали полицию фейерверками и камнями после того, как перерос в насилие марш памяти под руководством матери погибшего подростка. Протестующие царапали фразу «Справедливость для Наэля» на зданиях, а с наступлением ночи загорелся банк; прежде чем пожарные потушили его, элитное полицейское подразделение задействовало бронетранспортер. 
Беспорядки и столкновения с полицией были и в Лионе, Дижоне, Тулузе, Марселе, Реймсе, Страсбурге, Бордо. Были разграблены торговый центр и магазины в центре Парижа, в Марселе также грабили магазины и поджигали коммунальную технику. В Марселе протестующие напали на туристический автобус, разбили фасад библиотеки, поджигали мусорные баки. В Нантере прекратилась работа общественного транспорта, участники беспорядков поджигали автобусы и автомобили, нападали на полицейские участки, здания магазинов и банков. В ночь на 30 июня во Франции возникло почти 4 тыс. пожаров, повреждения получили 1919 автомобилей и 492 здания, в числе которых школы и здания городских администраций. По всей Франции мобилизовали около 45 тысяч полицейских и жандармов. Президент Франции Эмманюэль Макрон отменил свою пресс-конференцию по итогам саммита Евросоюза в Брюсселе и приехал в Париж на экстренное заседание правительства. Власти решили отменить ряд развлекательных мероприятий в регионах, наиболее пострадавших в результате столкновений протестующих с силовиками.
В городе Шоле департамента Мэн и Луара протестующие разграбили дом мэра. В ночь на 1 июля протестующие подожгли центр водной подготовки Олимпийских игр 2024 года под Парижем, разграбили оружейный склад в Марселе, в Лионе сообщалось о стрельбе из огнестрельного оружия.
По данным на утро 3 июля, французская полиция задержала более 3100 человек, принимавших участие в массовых погромах чужой собственности.
4 июля беспорядки начали прекращаться.

### Заморские департаменты
Во Французской Гвиане протесты парализовали центр Кайенны утром 29 июня. Один из чиновников был убит шальной пулей, находясь на балконе своего дома. Французская жандармерия поспешила взять под усиленную охрану космодром Куру.
В это же время небольшие демонстрации имели место на карибских островах Гваделупа и Мартиника: митингующие поджигали мусорки и переворачивали легковые автомобили. Протесты разогнали с помощью слезоточивого газа.
На острове Реюньон с 28 июня по 1 июля пожарные потушили более 70 очагов, разведённых погромщиками.

### Западная Европа
В выходные дни массовые беспорядки вышли за пределы Франции: вечером 30 июня в Брюсселе (Бельгия) в результате несанкционированных митингов на городских улицах задержали более 400 человек, в Лозанне (Швейцария) арестовали 7 вандалов, громивших самые дорогие магазины города.

### Северная Африка
29 июня правительство Алжира потребовало от Э.Макрона защитить семьи выходцев из стран Магриба. Одновременно с этим группа погромщиков опубликовала заявление, направленное против судебной системы Французской Республики.

## Жертвы
В столкновениях пострадали около 250 полицейских, семеро из них получили огнестрельные ранения после нападения в Лионе.
Вечером 30 июня полиция сообщила о первой смерти протестующего: он упал с крыши во время попытки ограбления магазина.
3 июля при тушении подожжённых протестующими машин на подземной парковке погиб пожарный.
Также сообщалось о гибели человека после попадания в него светошумовой гранаты в Марселе во время беспорядков.
2 июля правительство Франции сделало заявление, в котором утверждало, что 210 школ стали объектами для нападений разгулявшейся молодёжи.

## Реакция
Президент Эмманюэль Макрон выразил солидарность с семьей погибшего подростка. Это вызвало возмущение профсоюза полиции, который призвал не «осуждать коллег» до решения суда. Марин Ле Пен, лидер «Национального объединения», назвала заявление Макрона поспешным, преувеличенным и безответственным.
Затем Макрон заявил, что беспорядкам способствовали социальные сети и видеоигры, поскольку некоторые молодые люди копируют жестокость, «теряя связь с реальностью». Он призвал социальные сети, в том числе Snapchat и Twitter, удалить «наиболее деликатный» контент, связанный с беспорядками.
Бывший депутат Европарламента от Франции Флориан Филиппо написал в своем Twitter-аккаунте: «Макрон нелепо обвинил видеоигры, которые якобы "отравили разум участников беспорядков"», и добавил, что с таким уровнем анализа беспорядки во Франции не закончатся.
В свою очередь, министр юстиции Франции Эрик Дюпон-Моретти заявил, что родители, которые позволяют своим несовершеннолетним детям оставаться на улицах ночью и совершать правонарушения, могут быть приговорены к двум годам лишения свободы и штрафу в 30 тыс. евро.